# Arriu d'Aiguamòg
L'arriu d'Aiguamòg és un curs fluvial de la Vall d’Aran. al municipi de Salardú (Naut Aran) que aflueix per l’esquerra al riu de Ruda, poc abans d’arribar a Tredòs.
És alimentat pels 48 estanys del circ de Colomers, a la capçalera de la vall. Aigües avall de l’estany d’Era Lòssa (2.039 m), el més baix dels de Colomers, s'inicia l'Aiguamòg a l’indret d'Aigüestòrtes (1.800 m) a prop dels Banhs de Tredòs. El riu té una clara orientació davallant del sud cap al nord fins a la confluència amb el riu de Ruda a prop del Pònt deth Ressèc. Al tram final hi ha el Barratge d'Aiguamòg (1.402 m) que ocupa una superfície de 9,14 hectàrees.